# Anadiri járás

Az Anadiri járás a Csukcs Autonóm Körzetben

Az Anadiri járás (oroszul Анадырский район, csukcs nyelven Кагыргын район ) Oroszország egyik járása a Csukcs Autonóm Körzetben. Székhelye Anadir, mely városi státussal rendelkezik.

## Népesség
- 2002-ben 8 007 lakosa volt, akik főleg oroszok, csukcsok, csuvancok és evenek.
- 2010-ben 6 935 lakosa volt.

A számok nem tartalmazzák Anadir város lakosságának számát.